# История почты и почтовых марок Гренады
История почты и почтовых марок Гренады охватывает развитие почтовой связи Гренады, островного государства в составе Британского содружества со столицей в Сент-Джорджесе, состоящего из острова Гренада и шести мелких островов в южной части архипелага Гренадины в юго-восточной части Карибского моря, к северо-западу от Тринидада и Тобаго, к северо-востоку от Венесуэлы и к юго-западу от Сент-Винсента и Гренадин. Гренада выпускает собственные почтовые марки с 1861 года. Страна входит в состав Всемирного почтового союза (ВПС; с 1978), а её почтовой компанией выступает Grenada Postal Corporation.

## Развитие почты
История почты в Гренаде связана с британским колониальным управлением. Аналогично другим Наветренным островам, почтовой связью на Гренаде ведала почтовая служба Великобритании в Лондоне, особенно почтовыми отправлениями за границу. Начиная с 1858 года на территории Гренады в обращении были почтовые марки Великобритании. Идентифицировать прошедшие почту на Гренаде британские почтовые марки можно только по оттиску почтового штемпеля «A15» в Сент-Джорджесе. В 1861 году на острове была учреждена местная почтовая служба и в обращение поступили собственные почтовые марки, на которых появилось название колонии.
30 января 1978 года независимое государство Гренада было принято в состав почтовых администраций — членов ВПС. 24 января 1997 года началась коммерциализация почтовой службы Гренады, до того находившейся в ведении Министерства связи и труда (англ. Ministry of Communications and Works). Законом № 21 1996 года была учреждена Grenada Postal Corporation (Почтовая корпорация Гренады), которой было предоставлено исключительное право на осуществление почтовой связи на всей территории Гренады, на выпуск и реализацию почтовых марок Гренады. По состоянию на 2017 год, в 47 почтовых отделениях корпорации работали около 150 сотрудников.

## Выпуски почтовых марок

### Колониальный период

#### Первые марки
Первые почтовые марки Гренады были выпущены 3 июня 1861 года номиналом в 1 пенни (зелёная) и 6 пенсов (сиреневая). Рисунок марок с изображением королевы Виктории относится к типу «Голова Шалона».

#### Последующие эмиссии
В 1883 году и в 1887 году были эмитированы почтовые марки с портретом королевы Виктории наиболее распространённого в британских колониях типа, но с особенной рамкой, характерной только для Гренады.
В 1895 году вышли марки с таким же портретом, но в этот раз с обычной для британских колоний рамкой.
Последующие выпуски классического периода представляют собой сочетание рисунков, как общих для всех британских колоний, так и характерных только для Гренады.
В 1898 году для Гренады была эмитирована первая памятная марка.
За первые сто с небольшим лет (1861—1963) было выпущено 183 почтовых марок Гренады, на которых встречаются следующие надписи: «Grenada» («Гренада»), «Grenada Postage» («Гренада. Почтовый сбор»)[≡], «Postage & Revenue» («Почтовый и гербовый сбор»)[≡], «The West Indies Federation» («Вест-Индская Федерация»).

Примеры почтовых марок колониальной Гренады (1943)
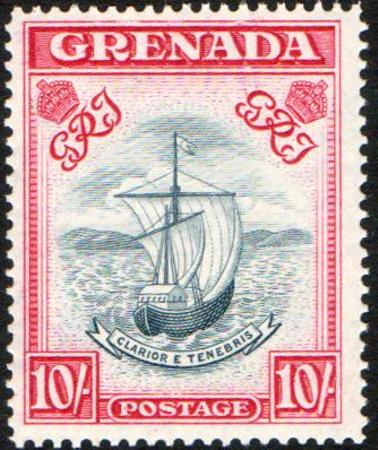
Эмблема колонии. Надпись: «Grenada Postage» («Гренада. Почтовый сбор»)[^]
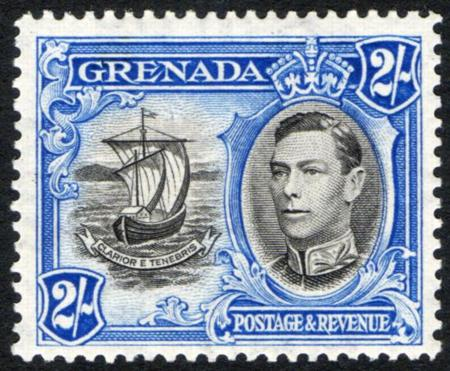
Эмблема колонии и Георг V. Надпись: «Postage & Revenue» («Почтовый и гербовый сбор»)[^]
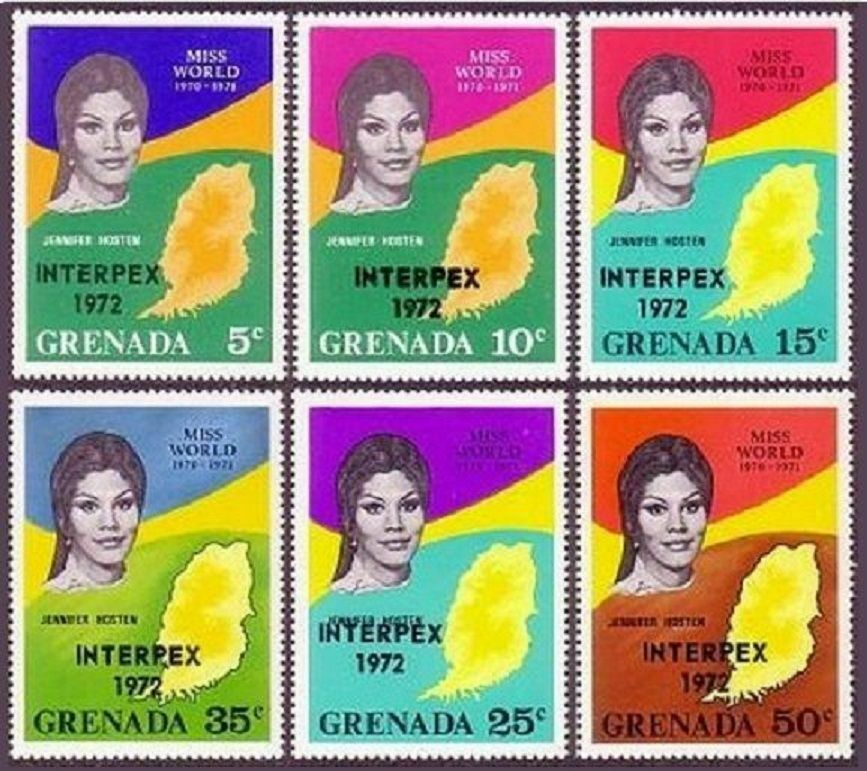
Марка в честь победы Дженнифер Хостен на конкурсе красоты Мисс мира 1970

В 1969 году в обращение поступил первый почтовый блок Гренады.

### Независимость
Провозглашению независимости Гренады 7 февраля 1974 года была посвящена надпечатка «Independence. 7 Feb. 1974» («Независимость. 7 февраля 1974»), сделанная на почтовых марках стандартной серии Гренады.
Приход к власти Народно-Революционного Правительства Гренады 13 марта 1979 года также был отмечен памятной надпечаткой. Марки с надпечаткой «People’s Revolution 13 March 1979» («Народная революция 13 марта 1979») вышли в 1980 году в первую годовщину формирования Народно-Революционного Правительства.

#### Эмиссионная политика и тематика
В современный период Гренада выпустила большое число почтовых марок, предназначенных для тематических коллекций:

Для дизайна обложки альбома марок на тему «Космос» была использована почтовая марка Гренады 1969 года в честь высадки на Луну американской миссии «Аполлон-11», с надписью «We came in peace for all mankind» («Мы пришли с миром от имени всего человечества»), которая цитировала Лунная мемориальная пластина

Фактически Гренада занимает место в начале списка стран, эмитировавших наибольшее количество почтовых марок в мире в период с 1980 года по 2012 год.
На марках Гренады можно также встретить и отражение «Россики» — совокупности тем, связанных с Россией. Так, в 1980 году на Гренаде вышла серия почтовых марок и блок, которые были посвящёны Летним Олимпийским играм в Москве.

## Другие виды почтовых марок

### Авиапочтовые
Первые авиапочтовые марки были эмитированы в 1972 году.

### Доплатные
Доплатные марки Гренады выпускались с 1892 года. По сведениям Л. Л. Лепешинского, до 1963 года было выпущено 18 доплатных марок, на которых может присутствовать надпись «Postage due» («Почтовая доплата»).

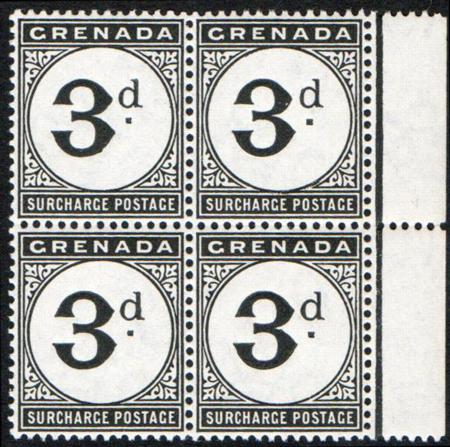
Доплатные марки Гренады в квартблоке с краем листа, с надписью «Surcharge postage» («Доплата почтового сбора»; 1906)

## Оккупация США
Воспользовавшись волнениями в стране против Народно-Революционного Правительства в ноябре 1983 года, США ввели в Гренаду свои войска. Оккупационные войска были выведены в начале 1984 года, при этом никаких специальных почтовых марок выпущено не было. Почтовые отправления американских военнослужащих в Гренаде можно идентифицировать по особым номерам армейских почтовых отделений.

## Местные выпуски

### Гренадины
Для расположенных севернее Гренады островов Гренадины, находящихся под её управлением, с 1973 года до 2001 года выпускались почтовые марки с надписью «Grenada. Grenadines» («Гренада. Гренадины») или с надпечаткой «Grenadines» («Гренадины») на почтовых марках Гренады. Первые почтовые марки были эмитированы 29 декабря 1973 года. Некоторые выпуски распродавались по сниженной цене с фиктивным гашением филателистам, причём большая их часть изначально предназначалась для продажи коллекционерам. Почтовая необходимость в них минимальна.
С 2002 года на выпускаемых для островов Гренадин почтовых марках ставится надпись «Carriacou & Petit Martinique» («Карриаку и Петит-Мартиника»). Это названия двух обитаемых островов Гренадин. Данные эмиссии также ориентированы на филателистический рынок.